# Wilhelm Pritzkow
Gottfried Wilhelm Pritzkow (* 29. Oktober 1928 in Berlin; † 11. Februar 2013 in Merseburg) war ein deutscher Chemiker und Professor für Technische Chemie an der TH Merseburg.

## Leben und Werk
Pritzkow studierte 1946 bis 1949 Chemie an der Universität Rostock, wo er 1951 promoviert wurde. Danach forschte er bis 1956 am Institut für Katalyseforschung in Rostock. Seine Habilitation erfolgte 1956 an der Universität Halle. Nach einer Zeit als Industriechemiker in den Leuna-Werken nahm er 1961 einen Ruf an die TH Merseburg an, zunächst als Professor mit Lehrauftrag und ab 1969 mit Lehrstuhl. Außerdem war er seit 1957 Honorardozent in Halle und später Honorarprofessor für Technische Chemie. 1994 wurde er in Merseburg emeritiert.
Seine Forschungsschwerpunkte lagen auf dem Gebiet der Oxidation von Kohlenwasserstoffen, der Chemie von Alkylazide sowie von kinetischen und mechanistischen Untersuchungen. Er wurde 1961 mit dem Friedrich-Wöhler-Preis und 1982 mit der August-Kekulé-Medaille ausgezeichnet. Er war 1968 bis 1970 im Vorstand der Chemischen Gesellschaft der DDR und Mitglied der Leopoldina (1973).
Pritzkow liegt begraben auf dem Friedhof Rhinow (Havelland).

## Schriften
- Theoretische Gesichtspunkte der Organischen Chemie, 1963
- Autoxidation von Kohlenwasserstoffen, 1981